# Tat'jana Minina
Tat'jana Alekseevna Kudašova, coniugata Minina (in russo Татьяна Алексеевна Кудашова-Минина?; Čeljabinsk, 18 aprile 1997), è una taekwondoka russa, vincitrice di due argenti mondiali e dell'argento ai Giochi Olimpici di Tokyo.

## Palmarès
- Giochi olimpici

Tokyo 2020: argento nei 57 kg.
- Mondiali

Muju 2017: argento nei 53 kg.
Manchester 2019: argento nei 53 kg.
- Europei

Montreux 2016: oro nei 53 kg.
Kazan' 2018: oro nei 53 kg.
Sofia 2021: oro nei 53 kg.
- Giochi olimpici giovanili

Nanchino 2014: bronzo nei 55 kg.